# Melanitta nigra
El negrón común (Melanitta nigra) es una especie de ave anseriforme de la familia Anatidae propia del Holártico. Es un pato marino que cría en el norte de Eurasia, Islandia y el este de Groenlandia, y pasa el invierno en las costas atlánticas de Europa y el norte de África.

## Descripción

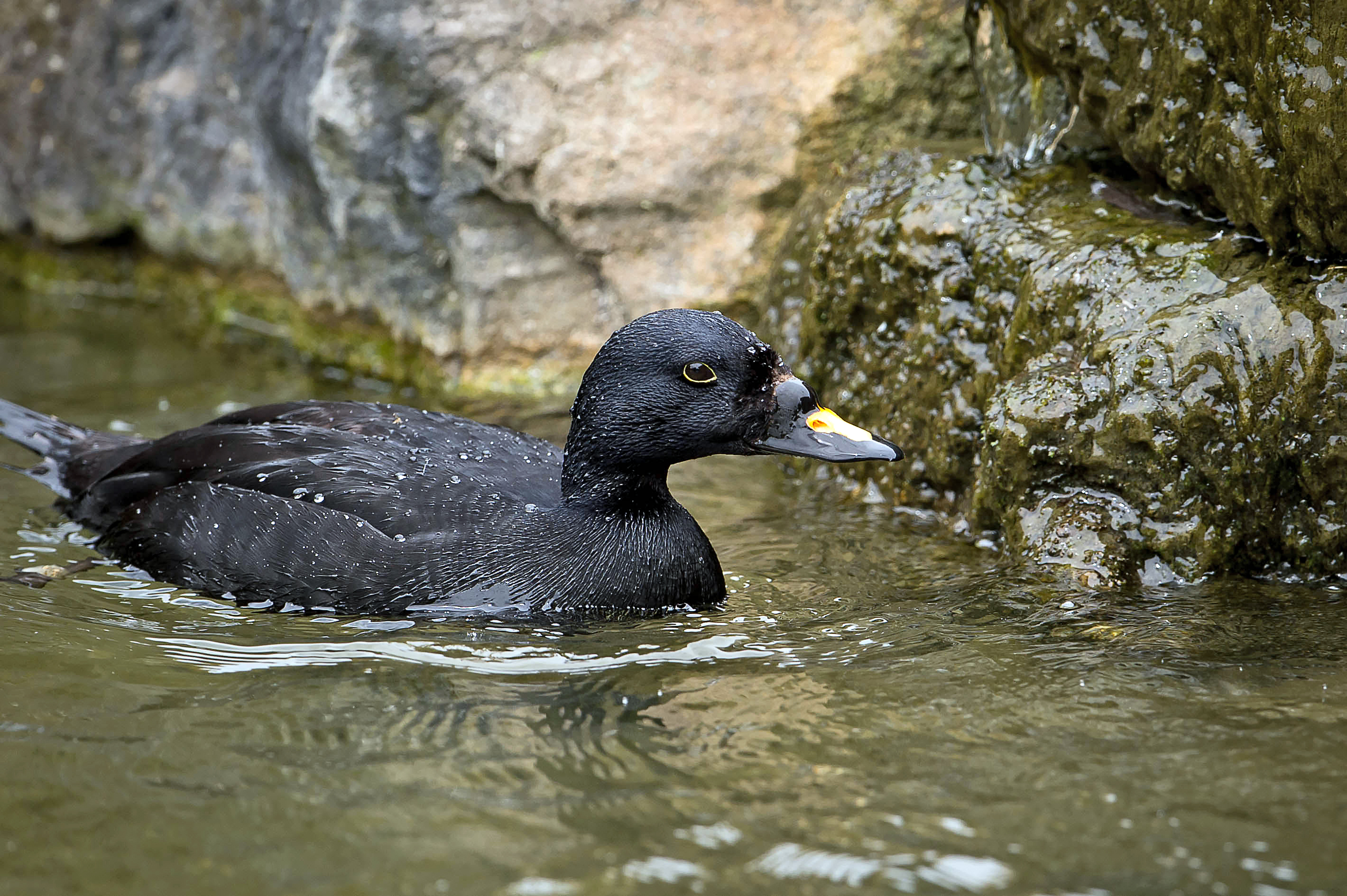
Macho.

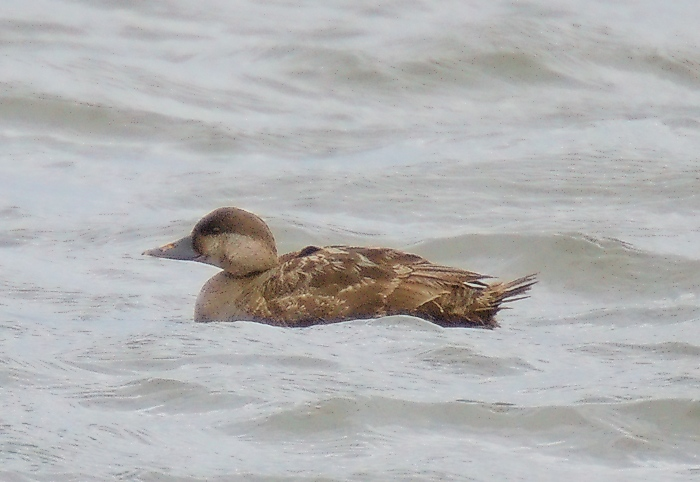
Hembra.

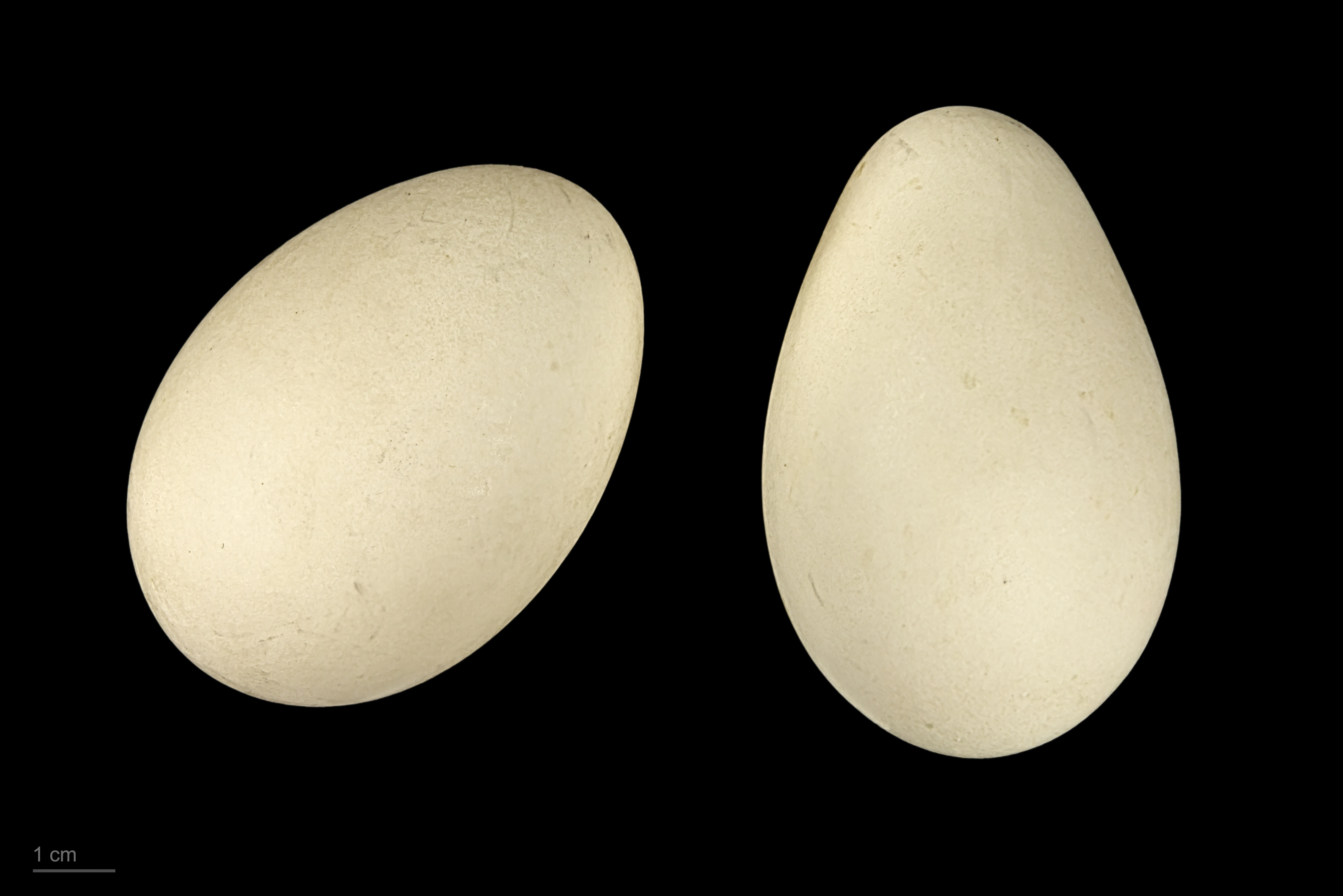
Melanitta nigra - MHNT

El negrón común mide de 44 a 54 cm de longitud. Presenta un notable dimorfismo sexual. El macho es totalmente negro, salvo una mancha amarilla anaranjada en el culmen del pico y su fino anillo ocular amarillo intenso. Se caracteriza por tener un abultamiento redondeado en la base superior del pico. La hembra en cambio tiene el plumaje de tonos pardos, con las mejillas y cuello más claros en contraste con el píleo oscuro. Las hembras aunque tienen el pico del mismo color que los machos carecen del abultamiento de la base.

## Taxonomía y etimología
El negrón común fue descrito científicamente por Carlos Linneo en 1758 en la décima edición de su obra Systema naturae, con el nombre de Anas nigra, que significa «pato negro». Posteriormente fue trasladado al género Melanitta, creado por Friedrich Boie en 1822. Es una especie monotípica; actualmente no se reconocen subespecies diferenciadas, aunque anteriormente se consideraba al  negrón americano una subespecie del negrón común.
El nombre de su género procede de la combinación de las palabras griegas melanos «negro» y netta «pato», y su nombre específico nigra en latín significa «negra» (puesto que anas y netta son femeninos).

## Comportamiento
Pasa gran parte del año en el mar. Flota en grandes bandadas en las aguas costeras poco profundas, o vuela bajo sobre el agua en formaciones desordenadas. Bucea, a veces en grupo, para alimentarse de moluscos y de otros animales.
Cría en la tundra y los páramos árticos junto a charcas, lagunas y arroyos y demás hábitat de agua dulce. Su nido consiste en hoyo somero en el suelo escondido entre la vegetación tanto en las cercanías del agua como más lejos en medio del páramo.